# Barranca Seca, Santa María Chilchotla
Barranca Seca är en ort i Mexiko.   Den ligger i kommunen Santa María Chilchotla och delstaten Oaxaca, i den sydöstra delen av landet, 280 km öster om huvudstaden Mexico City. Barranca Seca ligger 136 meter över havet och antalet invånare är 572.
Terrängen runt Barranca Seca är varierad. Runt Barranca Seca är det ganska tätbefolkat, med 65 invånare per kvadratkilometer. Närmaste större samhälle är San Martín Mazateopan, 17,6 km nordväst om Barranca Seca. I omgivningarna runt Barranca Seca växer i huvudsak städsegrön lövskog.